# Lista planetelor minore/23001–23100
Aceasta este Lista planetelor minore/23001–23100; pentru a naviga prin lista completă vezi Lista planetelor minore.
Pentru ale detalii vezi și Proiect:Astronomie sau Portal:Astronomie.
| Nume               | Denumire provizorie | Data descoperirii | Locul descoperirii     | Descoperitor(i) |
| ------------------ | ------------------- | ----------------- | ---------------------- | --------------- |
| 23001 -            | 1999 VS89           | 5 noiembrie 1999  | Socorro                | LINEAR          |
| 23002 Jillhirsch   | 1999 VX92           | 9 noiembrie 1999  | Socorro                | LINEAR          |
| 23003 Ziminski     | 1999 VP106          | 9 noiembrie 1999  | Socorro                | LINEAR          |
| 23004 -            | 1999 VH114          | 9 noiembrie 1999  | Catalina               | CSS             |
| 23005 -            | 1999 VJ114          | 9 noiembrie 1999  | Catalina               | CSS             |
| 23006 Pazden       | 1999 VX137          | 13 noiembrie 1999 | Socorro                | LINEAR          |
| 23007 -            | 1999 VC145          | 13 noiembrie 1999 | Catalina               | CSS             |
| 23008 Rebeccajohns | 1999 VA149          | 14 noiembrie 1999 | Socorro                | LINEAR          |
| 23009 -            | 1999 VL149          | 14 noiembrie 1999 | Socorro                | LINEAR          |
| 23010 Kathyfinch   | 1999 VR158          | 14 noiembrie 1999 | Socorro                | LINEAR          |
| 23011 Petach       | 1999 VG163          | 14 noiembrie 1999 | Socorro                | LINEAR          |
| 23012 -            | 1999 VM166          | 14 noiembrie 1999 | Socorro                | LINEAR          |
| 23013 Carolsmyth   | 1999 VP168          | 14 noiembrie 1999 | Socorro                | LINEAR          |
| 23014 Walstein     | 1999 VV173          | 15 noiembrie 1999 | Socorro                | LINEAR          |
| 23015 -            | 1999 VQ179          | 6 noiembrie 1999  | Socorro                | LINEAR          |
| 23016 Michaelroche | 1999 VZ184          | 15 noiembrie 1999 | Socorro                | LINEAR          |
| 23017 Advincula    | 1999 VQ190          | 15 noiembrie 1999 | Socorro                | LINEAR          |
| 23018 Annmoriarty  | 1999 VY190          | 15 noiembrie 1999 | Socorro                | LINEAR          |
| 23019 Thomgregory  | 1999 VQ201          | 3 noiembrie 1999  | Socorro                | LINEAR          |
| 23020 -            | 1999 WY2            | 27 noiembrie 1999 | Višnjan Observatory⁠(d) | K. Korlević     |
| 23021 -            | 1999 WR3            | 28 noiembrie 1999 | Oizumi                 | T. Kobayashi    |
| 23022 -            | 1999 WJ4            | 28 noiembrie 1999 | Oizumi                 | T. Kobayashi    |
| 23023 -            | 1999 WA7            | 28 noiembrie 1999 | Višnjan Observatory⁠(d) | K. Korlević     |
| 23024 -            | 1999 WM7            | 28 noiembrie 1999 | Višnjan Observatory    | K. Korlević     |
| 23025 -            | 1999 WR9            | 30 noiembrie 1999 | Oizumi                 | T. Kobayashi    |
| 23026 -            | 1999 WV9            | 30 noiembrie 1999 | Oizumi                 | T. Kobayashi    |
| 23027 -            | 1999 WV17           | 30 noiembrie 1999 | Kitt Peak              | Spacewatch      |
| 23028 -            | 1999 XV3            | 4 decembrie 1999  | Catalina               | CSS             |
| 23029 -            | 1999 XF4            | 4 decembrie 1999  | Catalina               | CSS             |
| 23030 Jimkennedy   | 1999 XR7            | 4 decembrie 1999  | Fountain Hills⁠(d)      | C. W. Juels⁠(d)  |
| 23031 -            | 1999 XX7            | 3 decembrie 1999  | Socorro                | LINEAR          |
| 23032 Fossey       | 1999 XB8            | 3 decembrie 1999  | Reedy Creek            | J. Broughton⁠(d) |
| 23033 -            | 1999 XU10           | 5 decembrie 1999  | Catalina               | CSS             |
| 23034 -            | 1999 XJ15           | 5 decembrie 1999  | Višnjan Observatory⁠(d) | K. Korlević     |
| 23035 -            | 1999 XS17           | 2 decembrie 1999  | Socorro                | LINEAR          |
| 23036 -            | 1999 XF18           | 3 decembrie 1999  | Socorro                | LINEAR          |
| 23037 -            | 1999 XM18           | 3 decembrie 1999  | Socorro                | LINEAR          |
| 23038 Jeffbaughman | 1999 XD19           | 3 decembrie 1999  | Socorro                | LINEAR          |
| 23039 -            | 1999 XP20           | 5 decembrie 1999  | Socorro                | LINEAR          |
| 23040 Latham       | 1999 XK22           | 6 decembrie 1999  | Socorro                | LINEAR          |
| 23041 Hunt         | 1999 XL22           | 6 decembrie 1999  | Socorro                | LINEAR          |
| 23042 Craigpeters  | 1999 XR22           | 6 decembrie 1999  | Socorro                | LINEAR          |
| 23043 -            | 1999 XN25           | 6 decembrie 1999  | Socorro                | LINEAR          |
| 23044 Starodub     | 1999 XS25           | 6 decembrie 1999  | Socorro                | LINEAR          |
| 23045 Sarahocken   | 1999 XT27           | 6 decembrie 1999  | Socorro                | LINEAR          |
| 23046 Stevengordon | 1999 XN28           | 6 decembrie 1999  | Socorro                | LINEAR          |
| 23047 Isseroff     | 1999 XS28           | 6 decembrie 1999  | Socorro                | LINEAR          |
| 23048 Davidnelson  | 1999 XE29           | 6 decembrie 1999  | Socorro                | LINEAR          |
| 23049 -            | 1999 XT30           | 6 decembrie 1999  | Socorro                | LINEAR          |
| 23050 -            | 1999 XJ36           | 6 decembrie 1999  | Višnjan Observatory⁠(d) | K. Korlević     |
| 23051 -            | 1999 XF37           | 7 decembrie 1999  | Fountain Hills⁠(d)      | C. W. Juels⁠(d)  |
| 23052 -            | 1999 XK37           | 7 decembrie 1999  | Fountain Hills         | C. W. Juels     |
| 23053 -            | 1999 XD42           | 7 decembrie 1999  | Socorro                | LINEAR          |
| 23054 Thomaslynch  | 1999 XE42           | 7 decembrie 1999  | Socorro                | LINEAR          |
| 23055 Barbjewett   | 1999 XF43           | 7 decembrie 1999  | Socorro                | LINEAR          |
| 23056 -            | 1999 XL44           | 7 decembrie 1999  | Socorro                | LINEAR          |
| 23057 Angelawilson | 1999 XB45           | 7 decembrie 1999  | Socorro                | LINEAR          |
| 23058 -            | 1999 XP45           | 7 decembrie 1999  | Socorro                | LINEAR          |
| 23059 Paulpaino    | 1999 XT45           | 7 decembrie 1999  | Socorro                | LINEAR          |
| 23060 Shepherd     | 1999 XV46           | 7 decembrie 1999  | Socorro                | LINEAR          |
| 23061 Blueglass    | 1999 XW46           | 7 decembrie 1999  | Socorro                | LINEAR          |
| 23062 Donnamooney  | 1999 XN52           | 7 decembrie 1999  | Socorro                | LINEAR          |
| 23063 Lichtman     | 1999 XH53           | 7 decembrie 1999  | Socorro                | LINEAR          |
| 23064 Mattmiller   | 1999 XE54           | 7 decembrie 1999  | Socorro                | LINEAR          |
| 23065 -            | 1999 XF54           | 7 decembrie 1999  | Socorro                | LINEAR          |
| 23066 Yihedong     | 1999 XN54           | 7 decembrie 1999  | Socorro                | LINEAR          |
| 23067 Ishajain     | 1999 XX54           | 7 decembrie 1999  | Socorro                | LINEAR          |
| 23068 Tyagi        | 1999 XY60           | 7 decembrie 1999  | Socorro                | LINEAR          |
| 23069 Kapps        | 1999 XR64           | 7 decembrie 1999  | Socorro                | LINEAR          |
| 23070 Koussa       | 1999 XV64           | 7 decembrie 1999  | Socorro                | LINEAR          |
| 23071 Tinaliu      | 1999 XH65           | 7 decembrie 1999  | Socorro                | LINEAR          |
| 23072 -            | 1999 XS71           | 7 decembrie 1999  | Socorro                | LINEAR          |
| 23073 -            | 1999 XT75           | 7 decembrie 1999  | Socorro                | LINEAR          |
| 23074 Sarakirsch   | 1999 XJ78           | 7 decembrie 1999  | Socorro                | LINEAR          |
| 23075 -            | 1999 XV83           | 7 decembrie 1999  | Socorro                | LINEAR          |
| 23076 -            | 1999 XP93           | 7 decembrie 1999  | Socorro                | LINEAR          |
| 23077 -            | 1999 XZ93           | 7 decembrie 1999  | Socorro                | LINEAR          |
| 23078 -            | 1999 XB95           | 7 decembrie 1999  | Catalina               | CSS             |
| 23079 Munguia      | 1999 XO97           | 7 decembrie 1999  | Socorro                | LINEAR          |
| 23080 -            | 1999 XH100          | 7 decembrie 1999  | Socorro                | LINEAR          |
| 23081 -            | 1999 XQ105          | 11 decembrie 1999 | Oaxaca                 | J. M. Roe⁠(d)    |
| 23082 -            | 1999 XK107          | 4 decembrie 1999  | Catalina               | CSS             |
| 23083 -            | 1999 XU110          | 5 decembrie 1999  | Catalina               | CSS             |
| 23084 -            | 1999 XU113          | 11 decembrie 1999 | Socorro                | LINEAR          |
| 23085 -            | 1999 XM116          | 5 decembrie 1999  | Catalina               | CSS             |
| 23086 -            | 1999 XB118          | 5 decembrie 1999  | Catalina               | CSS             |
| 23087 -            | 1999 XL118          | 5 decembrie 1999  | Catalina               | CSS             |
| 23088 -            | 1999 XR118          | 5 decembrie 1999  | Catalina               | CSS             |
| 23089 -            | 1999 XC119          | 5 decembrie 1999  | Catalina               | CSS             |
| 23090 -            | 1999 XX121          | 7 decembrie 1999  | Catalina               | CSS             |
| 23091 Stansill     | 1999 XP128          | 7 decembrie 1999  | Socorro                | LINEAR          |
| 23092 -            | 1999 XT136          | 14 decembrie 1999 | Fountain Hills⁠(d)      | C. W. Juels⁠(d)  |
| 23093 -            | 1999 XW136          | 14 decembrie 1999 | Fountain Hills         | C. W. Juels     |
| 23094 -            | 1999 XF143          | 15 decembrie 1999 | Fountain Hills         | C. W. Juels     |
| 23095 -            | 1999 XP144          | 15 decembrie 1999 | Oohira⁠(d)              | T. Urata        |
| 23096 Mihika       | 1999 XT156          | 8 decembrie 1999  | Socorro                | LINEAR          |
| 23097 -            | 1999 XF157          | 8 decembrie 1999  | Socorro                | LINEAR          |
| 23098 Huanghuang   | 1999 XH158          | 8 decembrie 1999  | Socorro                | LINEAR          |
| 23099 -            | 1999 XA160          | 8 decembrie 1999  | Socorro                | LINEAR          |
| 23100 -            | 1999 XN164          | 8 decembrie 1999  | Socorro                | LINEAR          |